# Biblioteca nacional de Yemen
La Biblioteca nacional de Yemen es la biblioteca principal del país asiático de Yemen. Se sitúa en el centro de la ciudad de Saná, la capital y está localizada cerca de la plaza Al-Tahrir y del Museo Militar de Yemen. Tiene una amplia colección de libros en francés e inglés sobre Yemen.